# Nemoura xistralensis
Nemoura xistralensis är en bäcksländeart som beskrevs av Vinçon och Isabel Pardo 2003. Nemoura xistralensis ingår i släktet Nemoura och familjen kryssbäcksländor. Inga underarter finns listade i Catalogue of Life.